# Bettina Bubach
Bettina Bubach (* 1. Dezember 1974 in Ludwigshafen am Rhein) ist eine deutsche Juristin. Sie ist seit dem 1. September 2021 Richterin am Bundesarbeitsgericht.

## Leben und Wirken
Nach abgeschlossenem Studium der Rechtswissenschaften war Bubach als wissenschaftliche Mitarbeiterin von Karin Nehlsen-von Stryk an deren Lehrstuhl an der Universität Freiburg im Breisgau tätig. Unter deren Betreuung wurde Bubach 2003 mit der rechtshistorischen Arbeit Richten, Strafen und Vertragen. Rechtspflege der Universität Freiburg im 16. Jahrhundert zur Dr. iur. promoviert. Nach einer Tätigkeit bei der Großkanzlei Gleiss Lutz trat Bubach zum 1. Oktober 2009 in den höheren Justizdienst des Landes Rheinland-Pfalz ein und wurde zunächst als wissenschaftliche Mitarbeiterin am Landesarbeitsgericht Rheinland-Pfalz eingesetzt. Anschließend war sie als Richterin an den Arbeitsgerichten Koblenz und Ludwigshafen am Rhein tätig. Im Februar 2015 wurde sie am Arbeitsgericht Koblenz zur Richterin auf Lebenszeit ernannt. Nach Abordnungen an das Bundesarbeitsgericht und das Landesarbeitsgericht Rheinland-Pfalz war sie seit Januar 2020 planmäßig als Richterin am Arbeitsgericht Ludwigshafen am Rhein tätig. Am 25. März 2021 wurde Bubach vom Richterwahlausschuss zur Richterin am Bundesarbeitsgericht gewählt.